# Jakob Baur
Jakob Baur (* 1. Juli 1917; † 11. Mai 1999) war ein Schweizer Politiker (BGB).
Baur war von 1958 bis 1978 Stadtrat von Zürich. Als Schulvorstand machte er einen Bildungsurlaub in den Vereinigten Staaten, über den er 1964 die Broschüre Schulen der Vereinigten Staaten von Amerika von einem Schweizer gesehen veröffentlichte. Unter seiner Direktion wurden Homosexuelle nicht zur Wahl als Lehrer vorgeschlagen, falls ihre Neigung bekannt war. 1971 veröffentlichte er die Entwicklung der Berufsschulen in der Stadt Zürich.